# Ptilodontidae
Los ptilodóntidos (Ptilodontidae) son una familia de mamíferos del extinto orden Multituberculata. Los representantes son conocidos desde el Cretácico superior  y Paleoceno en América del Norte.
La familia Ptilodontidae originalmente denominada Ptilodontinae y clasificado como subfamilia por Edward Drinker Cope en 1887. Fue modificado por Gregory y Simpson en 1926 a su estado actual.[cita requerida]
Además, Cope, erróneamente, clasificó al género Ptilodus como un marsupial. Él la llamó originalmente Chirox, y lo colocó en la nueva familia Chirogidae. Se ha reclasificado y Chirogidae es ahora oficialmente un sinónimo de Ptilodontidae. 